# Застава Литваније
Државна застава Литваније је прихваћена 20. марта 1989. године. Састоји се од три јаднако широке водоравне пруга жуте, зелене, и црвене боје. Исте боје су биле на заставу независне државе Литваније, од 1918. до 1940. године, али са размером дужине и ширине 2:3. Од 1989. до 2004. године, размера је била 1:2, иста размера са заставе Совјетске Републике Литваније.
На 5. септембра 2004. године, размера дужине и ширине се променио на 3:5.
Жута боја симболизује бронзана поља Литваније, зелена симболизује зелену природу, а црвена симболизује сву крв која се пролила за Литванију.